# Пётр Кресценций
Петр Кресценций (лат. Petrus de Crescentius, итал. Piero de Crescenzi; 1230—1309) — болонский сенатор.
Автор сочинения «Ruralia commoda», написанного приблизительно в 1303 году (первое печатное издание — 1471). Это сельскохозяйственная энциклопедия, составленная по Варрону, Катону, Колумелле, Палладию и на основании собственных наблюдений. Выдержала множество изданий на разных европейских языках. Французский перевод её сделан в 1372 году, немецкий — в 1518, итальянский (в Венеции) — в 1542.
В честь Петра Кресценция назван род растений Crescentia L. (1753) (семейство Бигнониевые).